# Polynesische Exklave

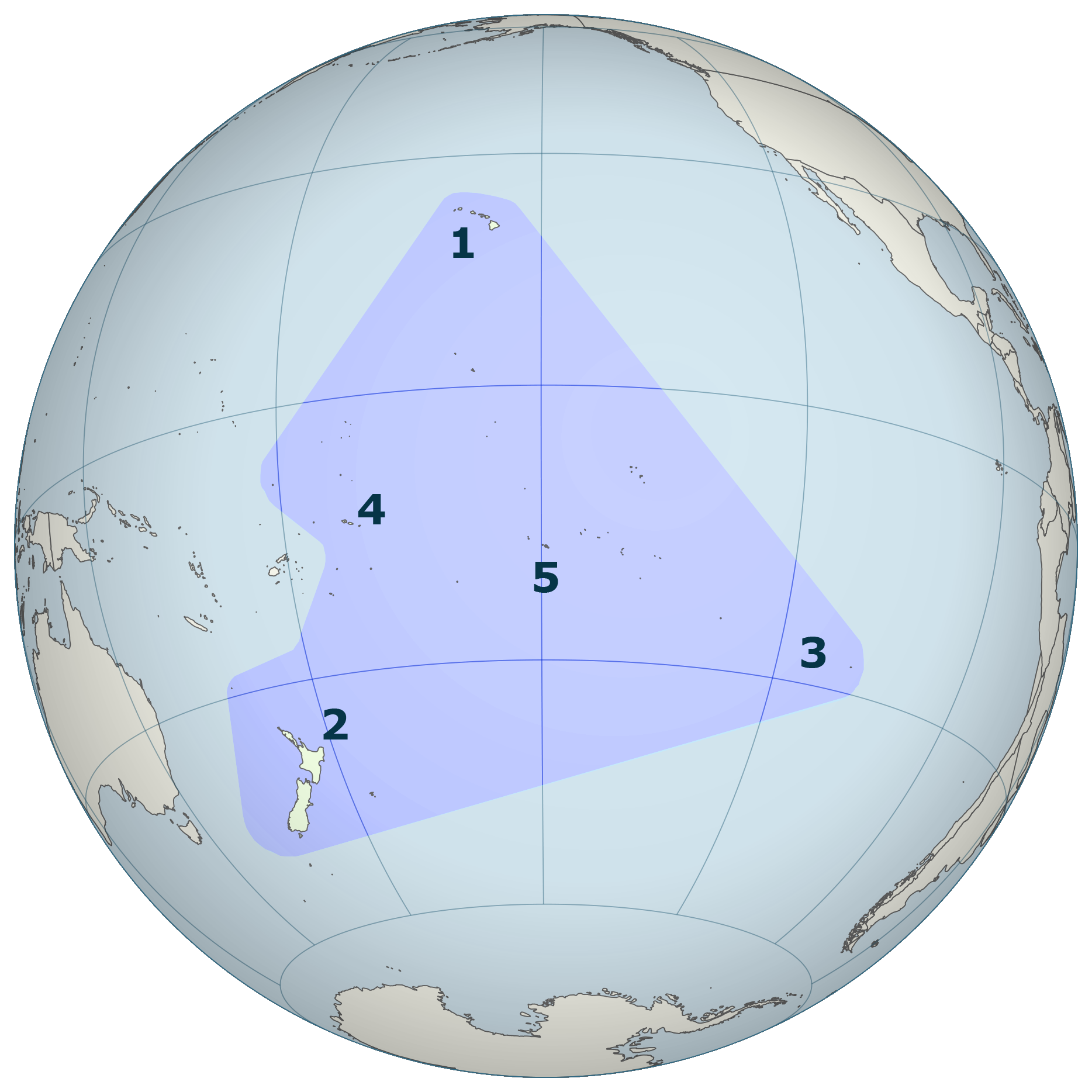
Das Polynesische Dreieck mit den Hawaiʻi-Inseln (1), Neuseeland (2), der Osterinsel (3), Samoa (4) und Tahiti (5)

Eine polynesische Exklave ist ein Siedlungsgebiet mit mehrheitlich polynesischer Bevölkerung, welches außerhalb des sogenannten Polynesischen Dreiecks und somit in Mikronesien oder Melanesien liegt. Auf den Inseln oder Atollen wird zumeist eine samoische Sprache als Zweig der polynesischen Sprachen gesprochen.
Bekannte polynesische Exklaven sind:
In Fidschi:
- Rotuma

In den Föderierten Staaten von Mikronesien:
- Kapingamarangi
- Nukuoro

In Neukaledonien:
- Ouvéa

In Papua-Neuguinea:
- Nukumanu
- Nukuria
- Takuu

In den Salomonen:
- Anuta
- Fatutaka (unbewohnt)
- Ontong Java
- Pileni
- Nukapu
- Nupani
- Tinakula (derzeit unbewohnt)
- Sikaiana
- Tikopia
- Rennell und Bellona
- Vanikoro (Südöstlicher Teil, historischer (melanesischer) Distrikt Tanema)
- Duff-Inseln

In Vanuatu:
- Aniwa
- Emae
- Futuna